# Думбия, Маамаду
Маамаду́ Думбия́ (фр. Mahamadou Doumbia; родился 15 мая 2004) — малийский футболист, полузащитник бельгийского клуба «Антверпен».

## Клубная карьера
Воспитанник малийской академии ЖМГ, в 2022 году Думбия отправился в сезонную аренду в датский «Норшелланн». 6 сентября 2023 года присоединился к бельгийскому «Антверпену». 30 сентября 2023 года дебютировал за фарм-клуб «Янг Редс» в матче национального дивизиона против «Йонг Гента». 28 января 2024 года дебютировал за основную команду «Антверпена», выйдя на замену после перерыва в матче Про-лиги против «Эйпена». 31 января 2024 года Думбия впервые попал в стартовый состав команды на матч Про-лиги против клуба «Стандард». Он также забил свой первый гол за новую команду, который оказался единственным в матче.